# Врхово (Радече)
Врхово (словен. Vrhovo) — поселення в общині Радече, Савинський регіон, Словенія. Висота над рівнем моря: 194,3 м.